# Pentastemona
Pentastemona Steenis – rodzaj wieloletnich geofitów ryzomowych z rodziny Stemonaceae, obejmujący 2 gatunki endemiczne dla Sumatry: Pentastemona egregia (Schott) Steenis i Pentastemona sumatrana Steenis. Nazwa naukowa rodzaju została utworzona poprzez dodanie do nazwy rodzaju Stemona przedrostka πεντά (penta – pięć) i odnosi się do 5-krotności kwiatów, nietypowej dla całego kladu jednoliściennych.

## Morfologia
PokrójRośliny monopodialne.
ŁodygaSkrócone, pionowe kłącze, pokryte łuskowatymi, zredukowanymi liśćmi.
LiścieMięsiste, ogonkowe, o jajowatej blaszce z 6–8 parami równoległych, łukowatych żyłek połączonych licznymi, drobnymi żyłkami poprzecznymi. Ogonki liściowe tworzące pochwę.
KwiatyKwiaty pojedyncze lub zebrane w grono złożone, wyrastające z pachwiny liści. Kwiaty przeważnie jednopłciowe, szypułkowe, 5-krotne (co jest wyjątkiem u jednoliściennych). Okwiat pojedynczy. Listki okwiatu położone w 1 okółku, wolne lub częściowo zrośnięte, zachodzące na siebie, z zewnątrz brodawkowate. Kwiaty męskie 5-pręcikowe. Pręciki położone w 1 okółku, siedzące. Pylniki krótkie, szeroko jajowate. Łączniki pylników razem ze szczytem hypancjum i zalążnią tworzą skomplikowaną, nabrzmiałą, dyskowatą strukturę, złożoną z 5 "woreczków", w których znajdują się 2 pylniki sąsiadujących główek pręcików. Zalążnia dolna, jednokomorowa, zawierająca liczne zalążki, powstające na 3 parietalnych łożyskach. Szyjka słupka krótka, znamię szerokie, spłaszczone, całobrzegie lub 3-4-klapowe.
OwoceMięsiste, jagodopodobne, z 10 pionowymi żeberkami, zawierające liczne nasiona.

## Biologia i ekologia
RozwójByliny, geofity ryzomowe. Rośliny protoandryczne. Budowa kwiatów sugeruje przystosowanie roślin do zapylania przez nekrofaunę (sapromiofilia).
SiedliskoRośliny rosną w lokalnych gromadach, w wilgotnych, kamienistych miejscach w nizinnych i wyżynnych wilgotnych lasach równikowych.
GenetykaLiczba chromosomów 2n = 14 (P. egregia).

## Systematyka
Pozycja systematyczna według Angiosperm Phylogeny Website (aktualizowany system APG IV z 2016)Należy do rodziny Stemonaceae, w rzędzie pandanowców (Pandanales)  zaliczanych do jednoliściennych (monocots).
Pozycja systematyczna według systemu Takhtajana z 2009)W tym systemie rodzaj zaliczony został do monotypowej rodziny Pentastemonaceae w rzędzie Stemonales, nadrzędzie Pandananae, podklasie liliowych (Liliidae) w klasie jednoliściennych (Liliopsida)
Również w innych systemach (np. Kubitzkiego, Reveala) rodzaj jest wyłączany do monotypowej rodziny Pentastemonaceae.